# ادریسا کیتا
ادریسا کیتا (انگلیسی: Idrissa Keita؛ زادهٔ ۱۰ آوریل ۱۹۷۷) بازیکن فوتبال اهل ساحل عاج بود.
از باشگاه‌هایی که در آن بازی کرده است می‌توان به باشگاه فوتبال آسک میموساس، باشگاه فوتبال راسینگ فرول، باشگاه فوتبال سانتا کلارا، باشگاه فوتبال لوانته، و باشگاه فوتبال رئال اویدو اشاره کرد.
وی همچنین در تیم‌های ملی فوتبال زیر ۲۰ سال ساحل عاج و ساحل عاج بازی کرده است.